# 巧克力情人 (墨西哥电影)
“巧克力情人”（西班牙语：Como Agua Para Chocolate），墨西哥电影。上映于1992年，译自墨西哥作家劳拉·埃斯基韦尔于1989年发表的同名小说，即被誉为“美食版《百年孤寂》”的《恰似水之于巧克力》。
本片与小说同样在墨西哥受到极大欢迎，获得墨西哥Ariel大奖的十个奖项，其中包括最佳影片，成为墨西哥一百部最佳电影中的第五十六名。
《巧克力情人》在美国上映后，票房亦获得佳绩，成为美国当时最卖座西语电影。

本電影於香港影藝戲院上映長達288天，是墨西哥電影在香港最長映期的紀錄。

## 片名含义
单从字面上解释，片名即为“恰似水之于巧克力”; 然而片中（书中）并未出现以巧克力为线索的桥段。事实上，“Como agua para chocolate”是墨西哥的一句谚语，描述暴跳如雷的愤怒，抑或血脉贲张的情欲--此处显然是取了第二种意思。
最初，在拉美国家，热巧克力的冲泡方法是將磨碎的可可豆，水，葡萄酒和辣椒混合在一起泡开。后来西班牙的殖民者忍受不了辛辣的口感，加入糖用甜味作为缓和。直到巧克力传入英格兰，人们在开始加入牛奶，将其作为饭后饮品。 如此便不难理解水与巧克力的混合为何能够诠释愤怒或情欲了。

## 引用
1. ↑  .   [2012-04-13]. （原始内容存档于2018-07-22）.
2. .   [2024-12-03]. （原始内容存档于2025-01-24）.
3. ↑  .   [2012-04-13]. （原始内容存档于2016年3月4日）.
4. ↑  .   [2012-04-13]. （原始内容存档于2010-02-08）.
5. ↑  Neibylski, Dianna C. . Hengen, Shannon: Routledge. 1998: 189. ISBN 9056995391.
6. ↑  .   [2012-04-13]. （原始内容存档于2016-03-29）.